# Marion Harris
Marion Harris, de son vrai nom Mary Ellen Harrison, est une chanteuse américaine née le 4 avril 1896 dans l'Indiana et morte le 23 avril 1944 lors de l’incendie d'un hôtel à Manhattan dans l'État de New York.

## Biographie
En 1914, Mary Ellen Harrison chante à Chicago sous le nom d'artiste de Marion Harris (parfois mal orthographié Marian). La chanteuse débute les enregistrements avec label Victor, avant de partir pour Columbia au début des années 1920, puis Brunswick.
Dans le milieu des années 1930, Harris part pour Londres où elle rencontre et épouse Leonard Urry, un critique théâtral. Pendant la Seconde Guerre mondiale, Harris et son mari vivent à Londres et leur maison se retrouve bombardée. La chanteuse retourne alors à New York en 1944.
Marion Harris meurt d'asphyxie le 23 avril 1944 lors de l'incendie de l’hôtel Le Marquis à Manhattan, déclenché alors qu'elle s'était endormie avec une cigarette encore allumée.

## Hommages et reconnaissance
En 2012, la bibliothèque du Congrès ajoute en son sein l'enregistrement par Marion Harris d'After You've Gone via le programme National Recording Preservation Board. Pour la bibliothèque du Congrès, « cet enregistrement d'After You've Gone a conduit la transition du chant populaire américain d'un style retentissant et relativement pompeux à une forme plus détendue, subtile et évocatrice. »

## Discographie
| Année | Titre                                                     | Classement |
| ----- | --------------------------------------------------------- | ---------- |
| 1916  | I'm Gonna Make Hay While the Sun Shines in Virginia       | 8          |
| 1917  | I Ain't Got Nobody Much                                   | 5          |
| 1917  | Paradise Blues                                            | 7          |
| 1917  | They Go Wild, Simply Wild, Over Me                        | 2          |
| 1918  | Everybody's Crazy 'Bout the Doggone Blues (But I'm Happy) | 3          |
| 1918  | When Alexander Takes His Ragtime Band to France           | 4          |
| 1918  | There's a Lump of Sugar Down in Dixie                     | 8          |
| 1919  | After You've Gone                                         | 1          |
| 1919  | A Good Man Is Hard to Find                                | 2          |
| 1919  | Jazz Baby                                                 | 3          |
| 1919  | Take Me to the Land of Jazz                               | 5          |
| 1920  | Left All Alone Again Blues                                | 5          |
| 1920  | St. Louis Blues                                           | 1          |
| 1920  | Oh! Judge (He Treats Me Mean)                             | 11         |
| 1920  | Sweet Mama (Papa's Gettin' Mad)                           | 4          |
| 1921  | I'm a Jazz Vampire                                        | 8          |
| 1921  | Grieving for You                                          | 7          |
| 1921  | Look for the Silver Lining                                | 1          |
| 1921  | I Ain't Got Nobody                                        | 3          |
| 1921  | I'm Nobody's Baby                                         | 3          |
| 1921  | Beale Street Blues                                        | 5          |
| 1922  | Some Sunny Day                                            | 3          |
| 1922  | Nobody Lied (When They Said That I Cried Over You)        | 4          |
| 1922  | I'm Just Wild About Harry                                 | 4          |
| 1922  | Sweet Indiana Home                                        | 5          |
| 1922  | Blue (And Broken Hearted)                                 | 7          |
| 1923  | Carolina in the Morning                                   | 4          |
| 1923  | Aggravatin' Papa                                          | 3          |
| 1923  | Rose of the Rio Grande                                    | 3          |
| 1923  | Beside a Babbling Brook                                   | 7          |
| 1923  | Who's Sorry Now?                                          | 5          |
| 1923  | Dirty Hands! Dirty Face!                                  | 6          |
| 1924  | It Had to Be You                                          | 3          |
| 1924  | How Come You Do Me Like You Do?                           | 5          |
| 1924  | Jealous                                                   | 3          |
| 1924  | There'll Be Some Changes Made                             | 7          |
| 1925  | Somebody Loves Me                                         | 7          |
| 1925  | Tea for Two                                               | 1          |
| 1925  | I'll See You in My Dreams                                 | 4          |
| 1925  | When You and I Were Seventeen                             | 11         |
| 1928  | The Man I Love                                            | 4          |
| 1928  | Did You Mean It?                                          | 14         |
| 1930  | Nobody's Using It Now                                     | 20         |